# Nagrada Michaela L. Printza
Nagrada Michaela L. Printza (angleško The Michael L. Printz Award for Excellence in Young Adult Literature) je literarna nagrada, ki jo podeljuje »American Library Association« v Združenih državah Amerike. Mišljena je kot priznanje za najboljšo knjigo, napisano za mlade, glede na njeno literarno kakovost. Njen sponzor je revija Booklist, podeljuje pa jo Young Adult Library Services Association (YALSA). Nagrada je imenovana po Michaelu Printzu, nekdanjemu knjižničarju v šoli v Topeki, Kansas, ki je bil dolgoletni član YALSA.
Vsako leto je en dobitnik te nagrade, 3 do 4 knjige pa prejmejo častno oznako.

## Zgodovina
Nagrada se je prvič pričela podeljevati po letu 2000 in od takrat zaznamuje literarna dela, namenjena mladim.

### Michael L. Printz
Oseba, po kateri se imenuje nagrada, Michael L. Printz, je kot knjižničar na šoli v Topeki delal do leta 1994. Ta čas je bil tudi član YALSA, kjer je služil na komiteju za »najboljšo knjigo za mlade« in »nagrado Margaret A, Edwards«.
Svoje življenje je posvečal študentom, da bi imeli dostop do dobre literature in spodbujal pisatelje, da se osredotočijo na mlade bralce. Posvečal se je tudi iskanju novih pisateljev, najznamenitejši med njimi je bil Chris Cutcher. Michael Printz je umrl leta 1996, star 59 let.

## Kriteriji podelitve nagrade
Odbor za podelitev Pritzove nagrade je sestavljen iz devetih članov YALSA, ki so na novo izvoljeni vsako leto. Njihova poglavitna naloga je izbrati zmagovalca in častno imenovati do štiri druga literarna dela. Pogoji, da se lahko literarno delo poteguje za nagrado, so sledeči:
- Urednik knjige mora knjigo označiti za mladino, mlade odrasle oz. da je primerna za bralce med 12. in 18. letom starosti, kar YALSA označuje za mladino.
- Knjiga sme biti s področja fikcije, ne-fikcije, poezije, lahko je delo številnih avtorjev (literarna zbirka).
- Knjiga mora biti izdana med prvim januarjem in enaintridesetim decembrom prejšnjega leta.
- Nagrada je lahko podeljena tudi po smrti avtorja.
- Knjige, ki niso bile izdane v ZDA, se lahko potegujejo za Pritztovo nagrado samo, če so bile ponovno izdane v ZDA v istem časovnem obdobju.